# Pastizzi

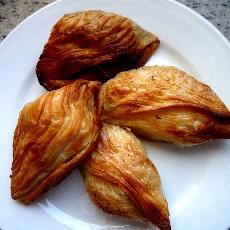
Dos variedades de pastizzi malteses.

Los pastizzi (singular pastizz) son pasteles rellenos de requesón o guisante, constituyendo la especialidad más famosa y exportada de la gastronomía de Malta. No deben confundirse con los pastizzi italianos.
Los pastizzi son populares en Malta y también se elaboran en las comunidades de emigrantes residentes en Australia, los Estados Unidos y Canadá. Dan su nombre a las pastizzeriji, los numerosos locales de comida rápida presentes en toda Malta que venden principalmente pastizzi, pero también pizzas, qassatat, timpana y panecillos con salchicha. También elaboran un plato de arroz llamado ross il-forn, consistente en arroz cocinado en salsa boloñesa cubierta con masa de pastizz.
Los pastizzi se cuecen típicamente en lotes de 30 en hornos de leña sobre bandejas metálicas negras. Las dos versiones estándar son las rellenas con requesón y guisantes (pizelli), siendo la primera mucho más popular. Una versión ligeramente diferente del aperitivo, hecha con hojaldre, se vende en cafeterías más refinadas.
Los pastizzi son especialmente populares como aperitivo en Malta los domingos, abriendo los vendedores de toda la isla temprano para atender a los trasnochadores y madrugadores por igual.